# 船井電機

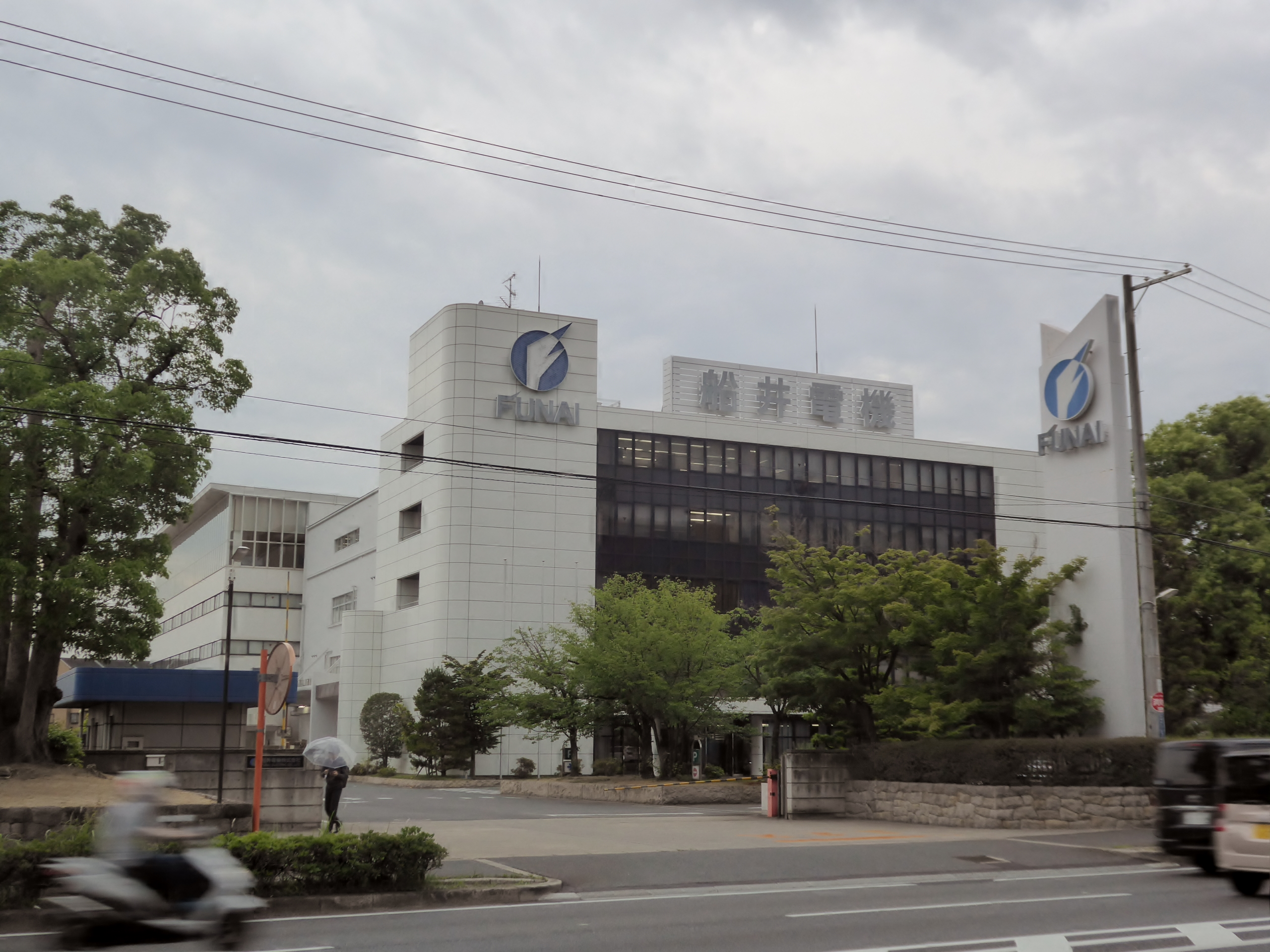
總部

船井電機股份有限公司（東證1部：6839），簡稱船井電機，是一家日本的電器製造公司，在1951年由船井哲良及船井哲雄創立。除生產自有品牌電器產品，也為飛利浦、Syntax-Brillian Corporation及艾默生電子（Emerson Radio）等公司代工。
其股份自分別在1999年於大阪證券交易所，以及2000年於東京證券交易所上市。總裁為林朝則。和位於大阪市的顧問公司船井總合研究所沒有任何關連。
2013年1月27日，飞利浦將旗下的影音及零組件業務Philips優質生活事業部（Lifestyle Entertainment division，負責全球的光碟播放機及Fidelio高階音響產品），以1.5億歐元2.01億美元出售予船井電機。飛利浦原本已告別了家庭娛樂市場，但在同年十月份遭船井電機片面毀約。2016年4月，國際仲裁庭裁決，船井電機應給付飛利浦1.35億歐元，以彌補後者損失。
2016年7月，船井電機宣布於該月月底之後停產錄放影機，該公司為全球最後一家仍生產錄放影機的業者。
2024年10月24日，船井電機宣布，收到東京地方裁判所通知，開始破產程序，全體員工立即解雇。

## 外部連結
- Funai Global （页面存档备份，存于）
- 美國船井電機股份有限公司
- 船井電機股份有限公司 （页面存档备份，存于）